# Atlantic Beach (Florida)
Atlantic Beach è un comune degli Stati Uniti d'America sito nella contea di Duval, nello Stato della Florida. Ha mantenuto una sua indipendenza amministrativa anche dopo che, nel 1968, Jacksonville ha ottenuto lo status di città consolidata, unendo quindi il governo cittadino al governo della contea di Duval, interamente occupata dalla sua area metropolitana. Insieme ad Atlantic Beach, hanno mantenuto la propria amministrazione le sole Baldwin, Neptune Beach e Jacksonville Beach. Secondo il censimento del 2000, la città aveva una popolazione totale di 13.368 abitanti.
Atlantic Beach decollò attorno al 1900 dopo che Henry Flagler costruì la fermata di Mayport della sua East Coast Railway verso il nord della città. La Atlantic Beach Corporation comprò e sviluppò la maggior parte della terra in cui si trova ora Atlantic Beach nel 1915 e la città fu incorporata nel 1926.
Atlantic Beach fa parte della comunità delle cosiddette Jacksonville Beaches.

## Geografia fisica
Atlantic Beach si trova a 30°20'5" Nord, 81°24'32" Ovest.
Secondo l'U.S. Census Bureau, la città ha un'area totale di 33,6 km². Di cui 9,7 km² su terraferma e 24,0 km² di acque interne (71,26% del totale).

## Società

### Evoluzione demografica
Secondo il censimento del 2000, ci sono 13.368 abitanti, 5.623 persone che vivono nella stessa casa e 3.643 famiglie residenti nella città. La densità di popolazione è 1.383,8/km². Ci sono 6.003 unità abitative per una densità media di 621,4/km². La composizione razziale della città è 82,23% bianchi, 12,69% afroamericani, 0,26% nativi americani, 2,09% asiatici, 0,03% isolani del Pacifico, 1,12% di altre razze e 1,58% di due o più razze. Il 4,18% della popolazione è ispanica o latina di qualsiasi razza.
Ci sono 5.623 persone che vivono nella stessa casa delle quali il 28,2% ha bambini al di sotto dei 18 anni che vivono con loro, 48,9% sono coppie sposate che vivono insieme, 12,4% hanno un capofamiglia femmina senza marito presente e 35,2% non sono considerate famiglie. Il 26,5% di tutte le persone che vivono nella stessa casa è composta da individui e 9,8% sono persone che vivono sole dai 65 anni in su. La misura media di una casa in cui vivono più persone è 2,36 e la misura media di una famiglia è 2,86.
Nella città la popolazione è distribuita con il 22,5% al di sotto dei 18 anni, 7,0% dai 18 ai 24, 30,9% dai 25 ai 44, 24,3% dai 45 ai 64 e 15,4% dai 65 anni in su. L'età media è 39 anni. Per ogni 100 femmine ci sono 94,7 maschi. Per ogni 100 femmine dai 18 anni in su, ci sono 91,2 maschi.
Il reddito medio per una casa in cui vivono più persone è $48.353 e il reddito medio per una famiglia è $53.854. I maschi hanno un reddito medio di $37.438 contro $27.321 per le femmine. Il reddito pro capite per la città è $28.618. L'8,8% della popolazione e 5,7% delle famiglie è al di sotto del livello di povertà. Della popolazione totale, 14,3% di quelli al di sotto dei 18 anni e 5,8% di quelli dai 65 anni in su vivono al di sotto del livello di povertà.